# غينيه موراتا
غينيه موراتا (بالإسبانية: Ginés Morata)‏ هو أحيائي إسباني، ولد في 19 أبريل 1945 في ريوخا في إسبانيا.